# Statens Humanistiske Forskningsråd
Statens Humanistiske Forskningsråd (SHF) var et tidligere dansk forskningsråd. Dets ansvarsområder blev i store træk per 1. januar 2005 overtaget af Forskningsrådet for Kultur og Kommunikation, der er et af de fem faglige forskningsråd under Det Frie Forskningsråd, og SHF er opløst. SHF stod for at fordele midler til humanistisk forskning.

## Henvisning
- Forskningsrådet for Kultur og Kommunikation – officiel website Arkiveret 15. oktober 2007 hos  Wayback Machine